# Miodusy-Pokrzywne
Miodusy-Pokrzywne – wieś w Polsce położona w województwie podlaskim, w powiecie siemiatyckim, w gminie Perlejewo.
W latach 1975–1998 miejscowość administracyjnie należała do województwa łomżyńskiego.
Wierni kościoła rzymskokatolickiego należą do parafii Przemienienia Pańskiego w Perlejewie.

## Historia
Wieś powstała najprawdopodobniej dopiero w XIX w. w ramach okolicy szlacheckiej Miodusy.
Według opisu z końca wieku XIX miejscowość leżała nad strumieniem. Wykazana jako wieś szlachecka licząca 15 domów i 82 mieszkańców (45 mężczyzn i 37 kobiet). We wsi grunty pszenne, łąki i pastwisko zwane Okrąglik. W pobliżu cmentarz Jaćwingów.
W 1921 roku notowano tu 19 domów i 98 mieszkańców, w tym 3 prawosławnych.
18 sierpnia 1945 oddziały partyzanckie walczyły w pobliżu wsi z siłami NKWD, UB i LWP.